# Deimatidae
Famille
Les Deimatidae sont une famille d'holothuries (concombres de mer) abyssales de l'ordre des Synallactida.

## Description et caractéristiques

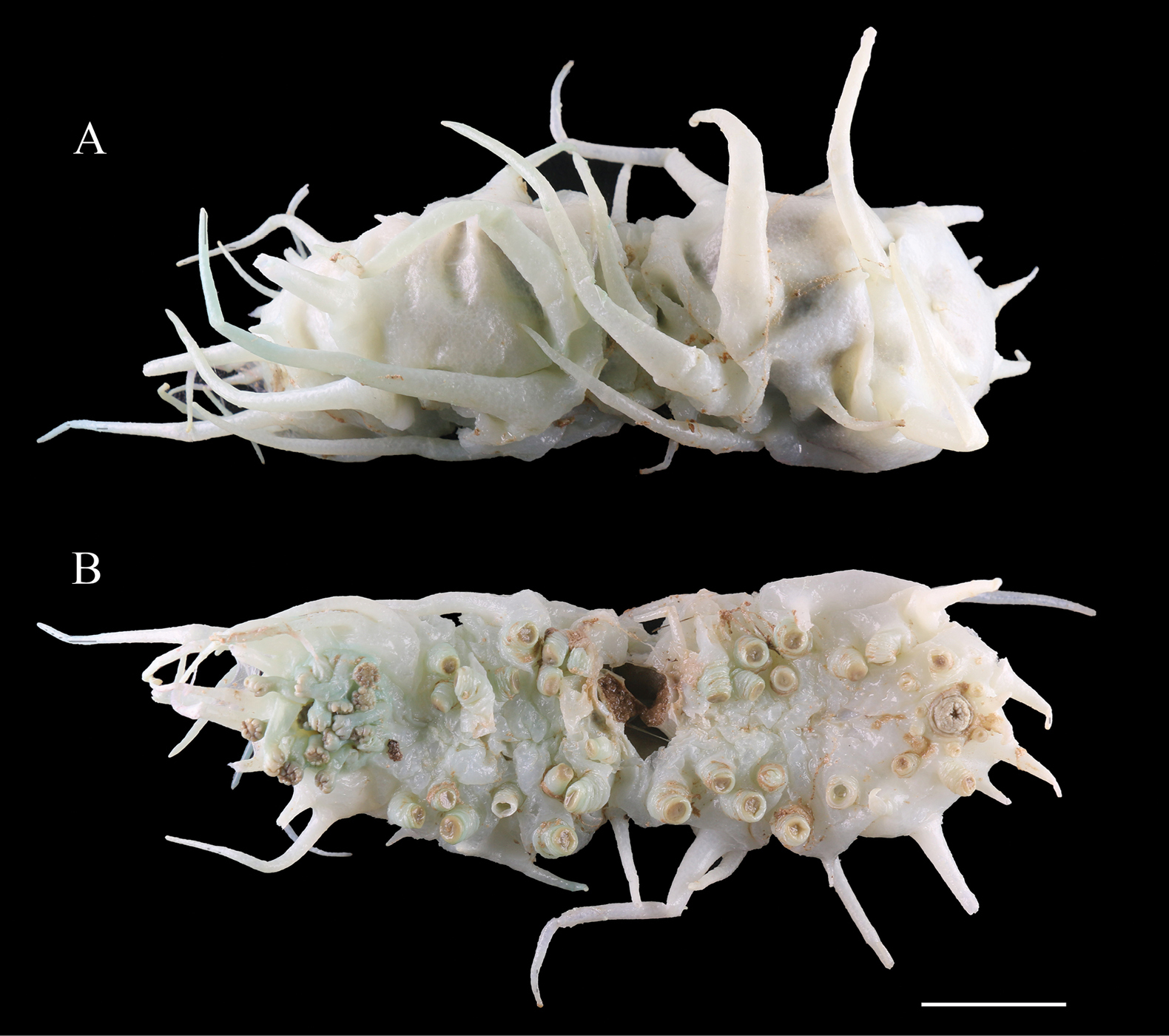
Oneirophanta mutabilis.

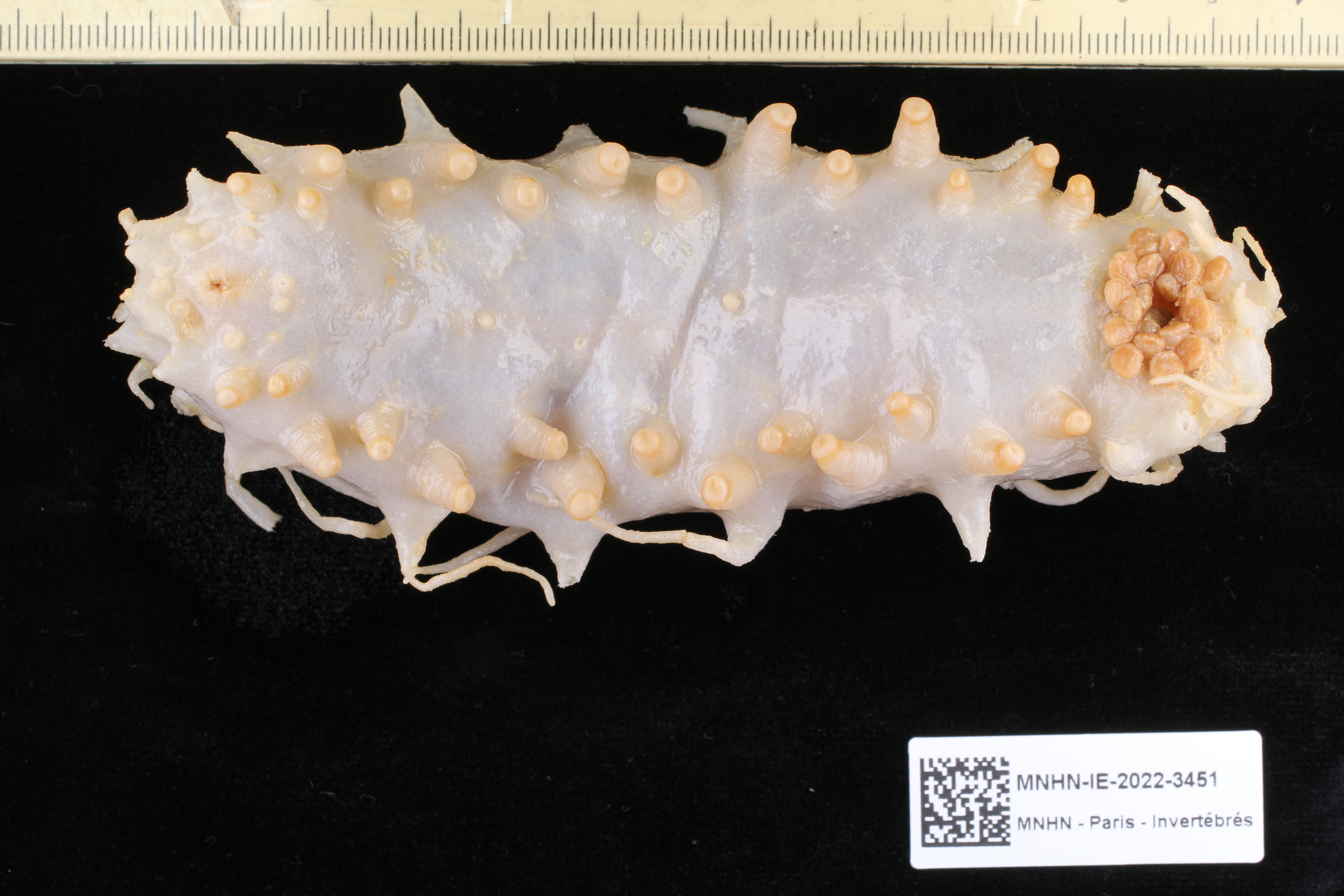
Oneirophanta mutabilis.

Cet holothuries sont cylindriques, hérissées de longues papilles non rétractiles et pourvues de 15 à 20 tentacules buccaux. Elles sont pourvues de longues papilles latérales et dorsales, et dépourvues d'arbres respiratoires (« poumons »). Les gonades sont jumelles, de part et d'autre du mésentère dorsal. Leur tégument est fragile, et se parchemine quand on le sèche. Les ossicules dermiques sont en forme de spatule.

## Liste des genres
Selon World Register of Marine Species (4 juin 2014) :
- genre Deima Théel, 1879
  - Deima pacificum Ludwig, 1894
  - Deima validum Théel, 1879
- genre Oneirophanta Théel, 1879
  - Oneirophanta brunneannulata Xiao & Zhang, 2024
  - Oneirophanta conservata Koehler & Vaney, 1905
  - Oneirophanta idsseica Xiao & Zhang, 2024
  - Oneirophanta lucerna Xiao & Zhang, 2024
  - Oneirophanta mutabilis Théel, 1879
  - Oneirophanta setigera (Ludwig, 1893)
- genre Orphnurgus Théel, 1879
  - Orphnurgus asper Théel, 1879
  - Orphnurgus aspersignis Thandar, 1992
  - Orphnurgus bacillus Cherbonnier & Féral, 1981
  - Orphnurgus dorisae Pawson, 2002
  - Orphnurgus glaber Walsh, 1891
  - Orphnurgus natalasper Thandar, 1992
  - Orphnurgus protectus (Sluiter, 1901)
  - Orphnurgus vitreus (Fisher, 1907)

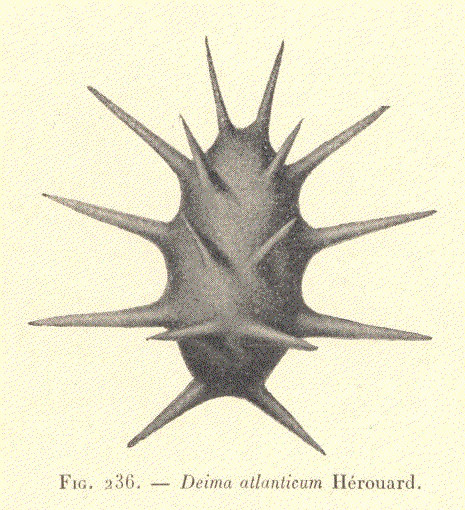
Deima validum
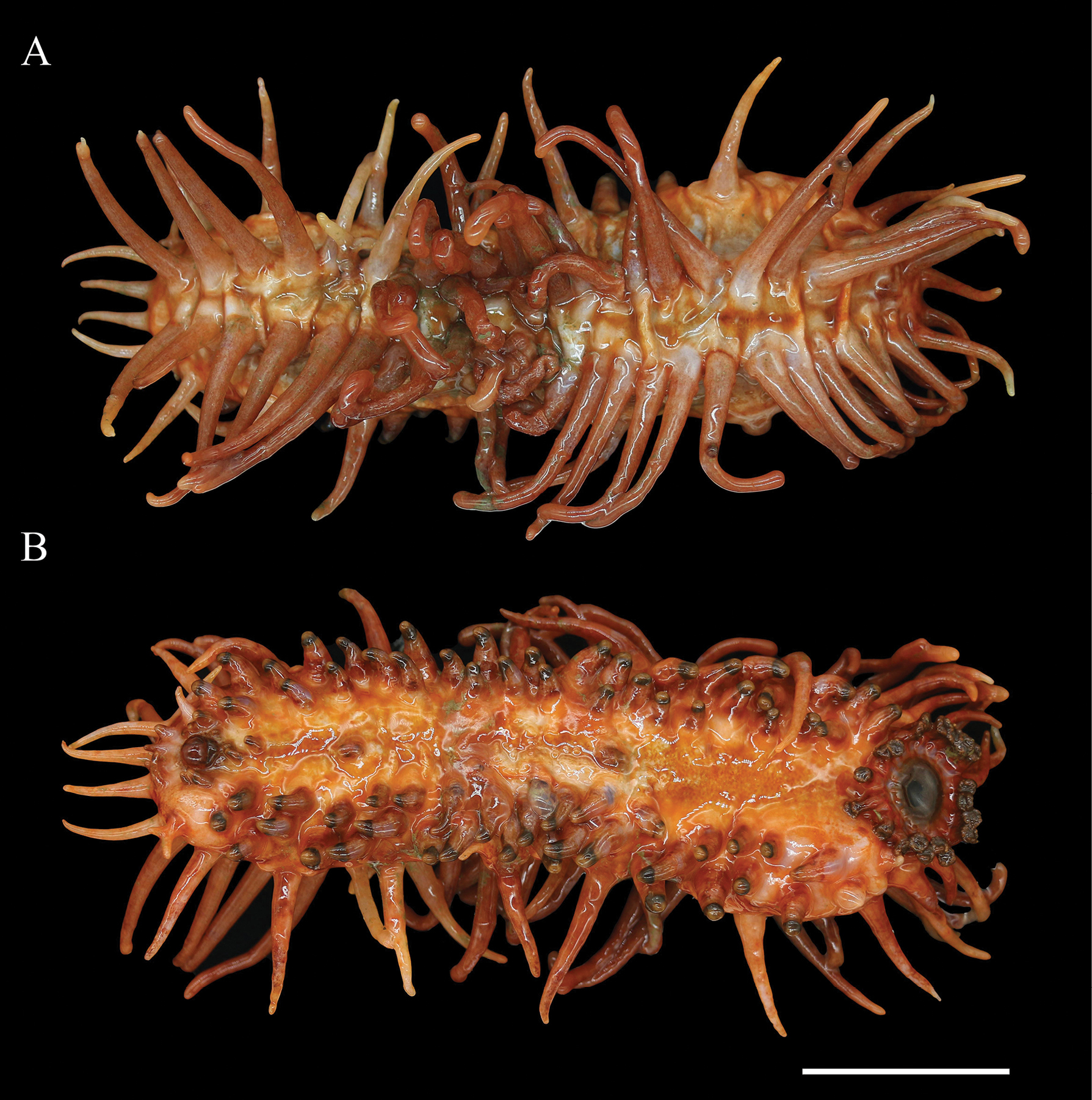
Oneirophanta brunneannulata
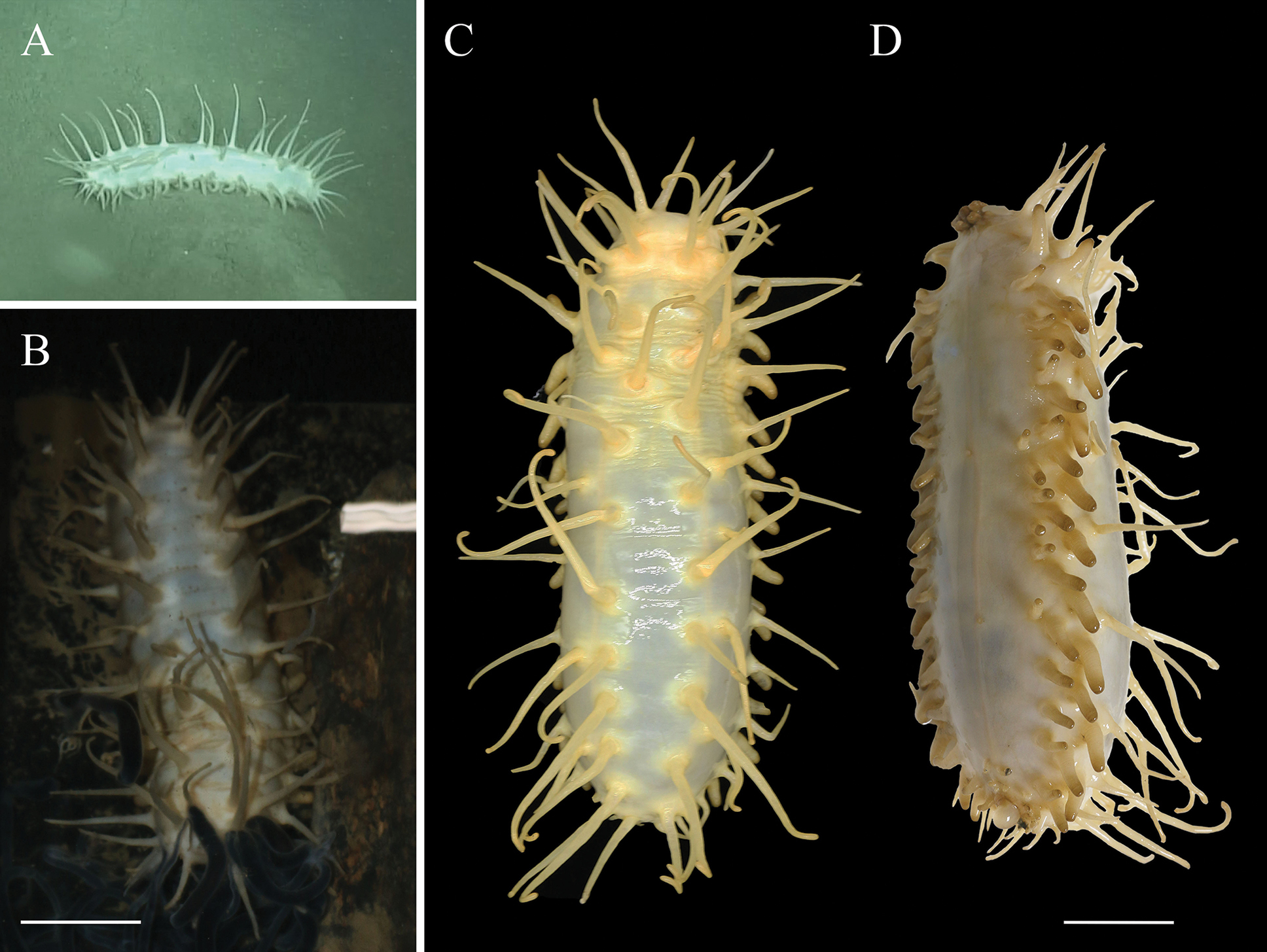
Oneirophanta idsseica
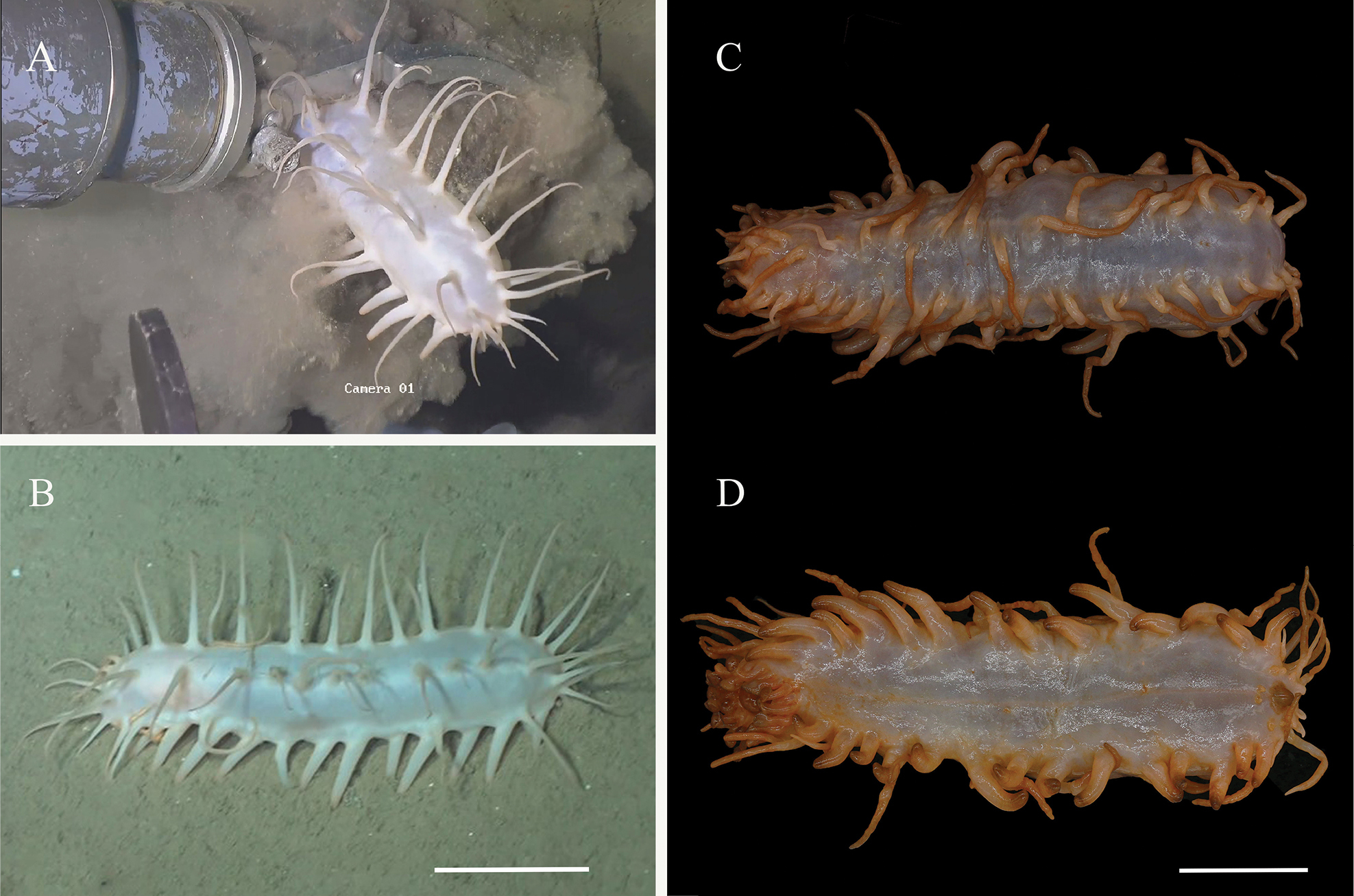
Oneirophanta lucerna
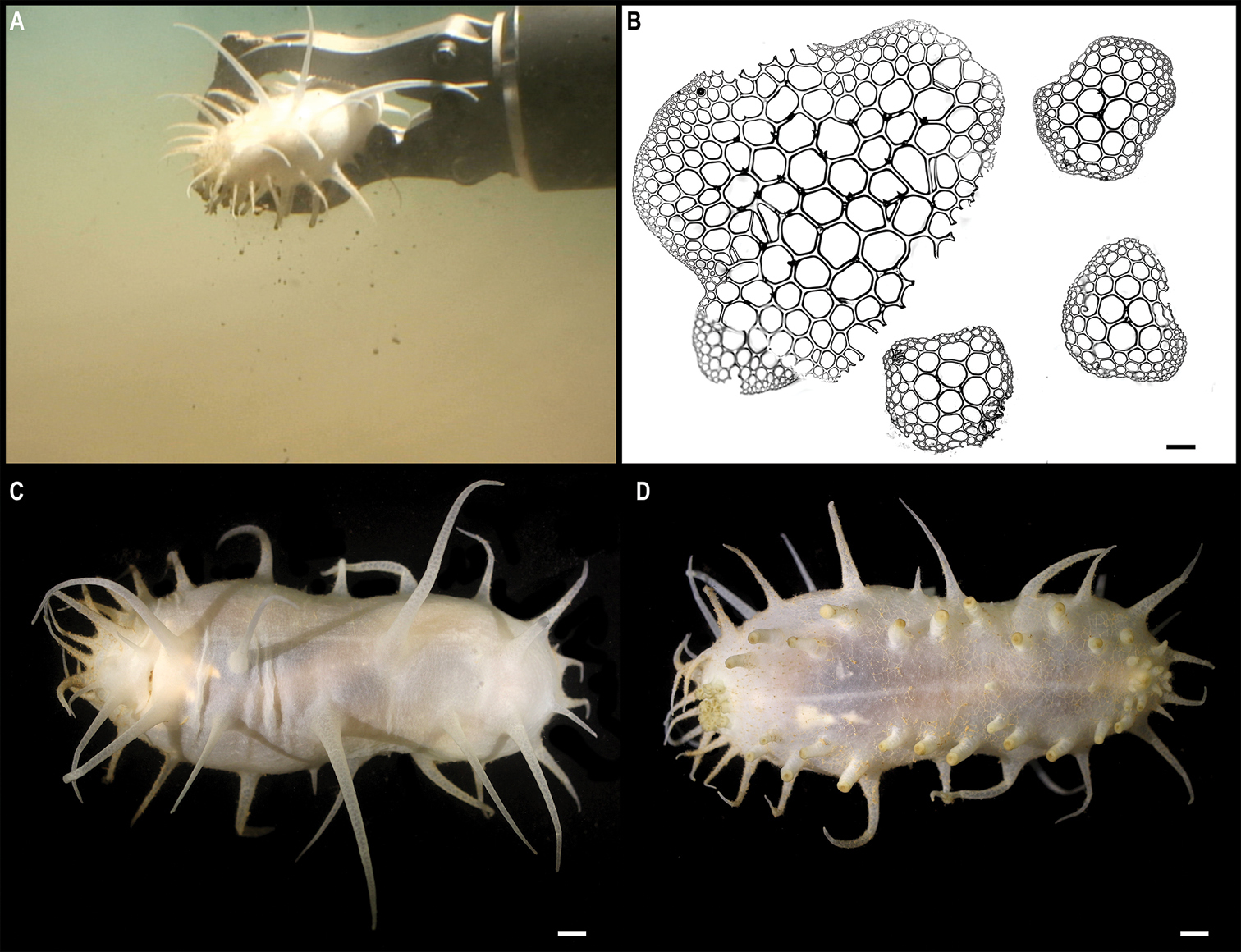
Oneirophanta cf. mutabilis
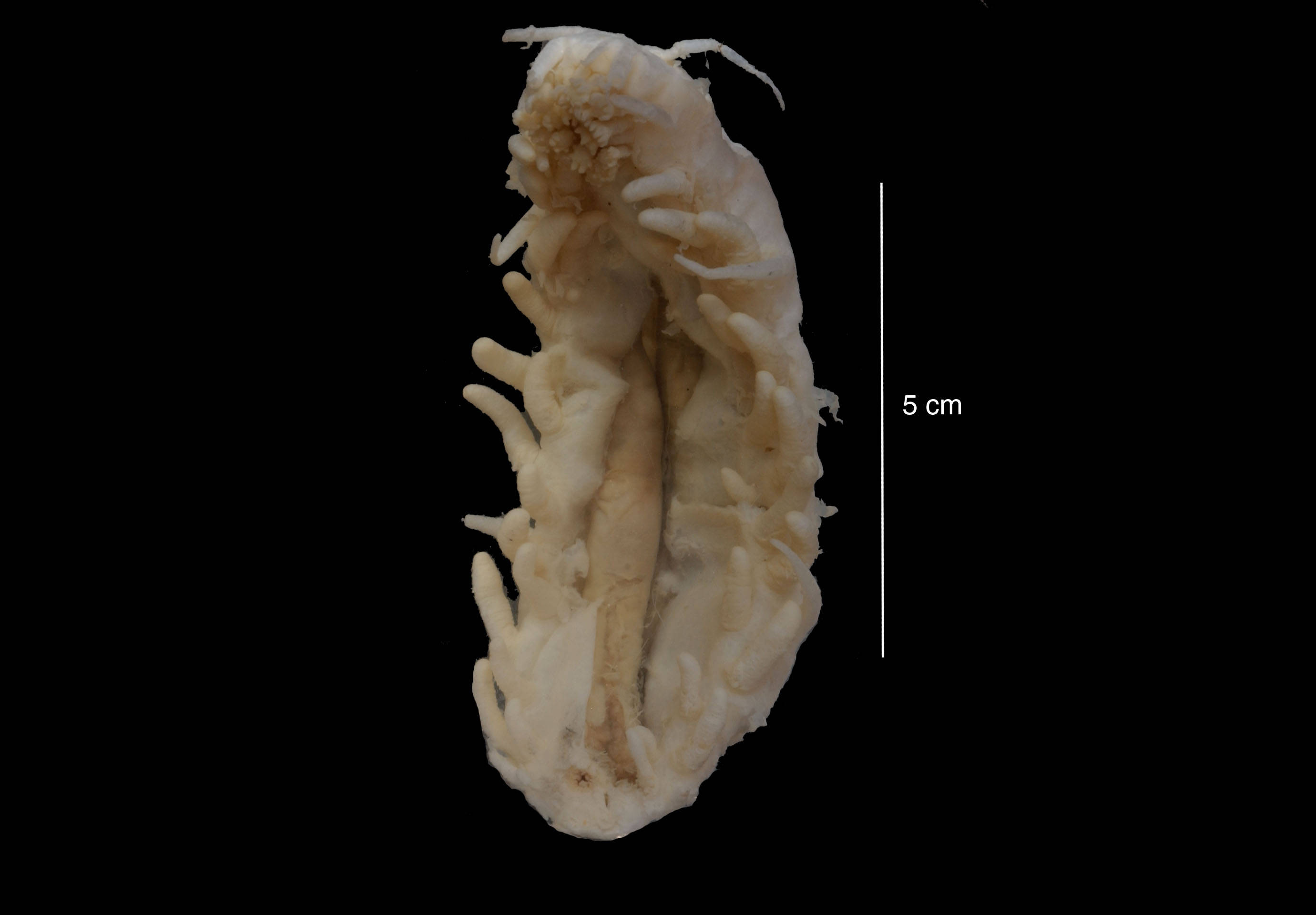
Oneirophanta mutabilis (spécimen de Muséum)
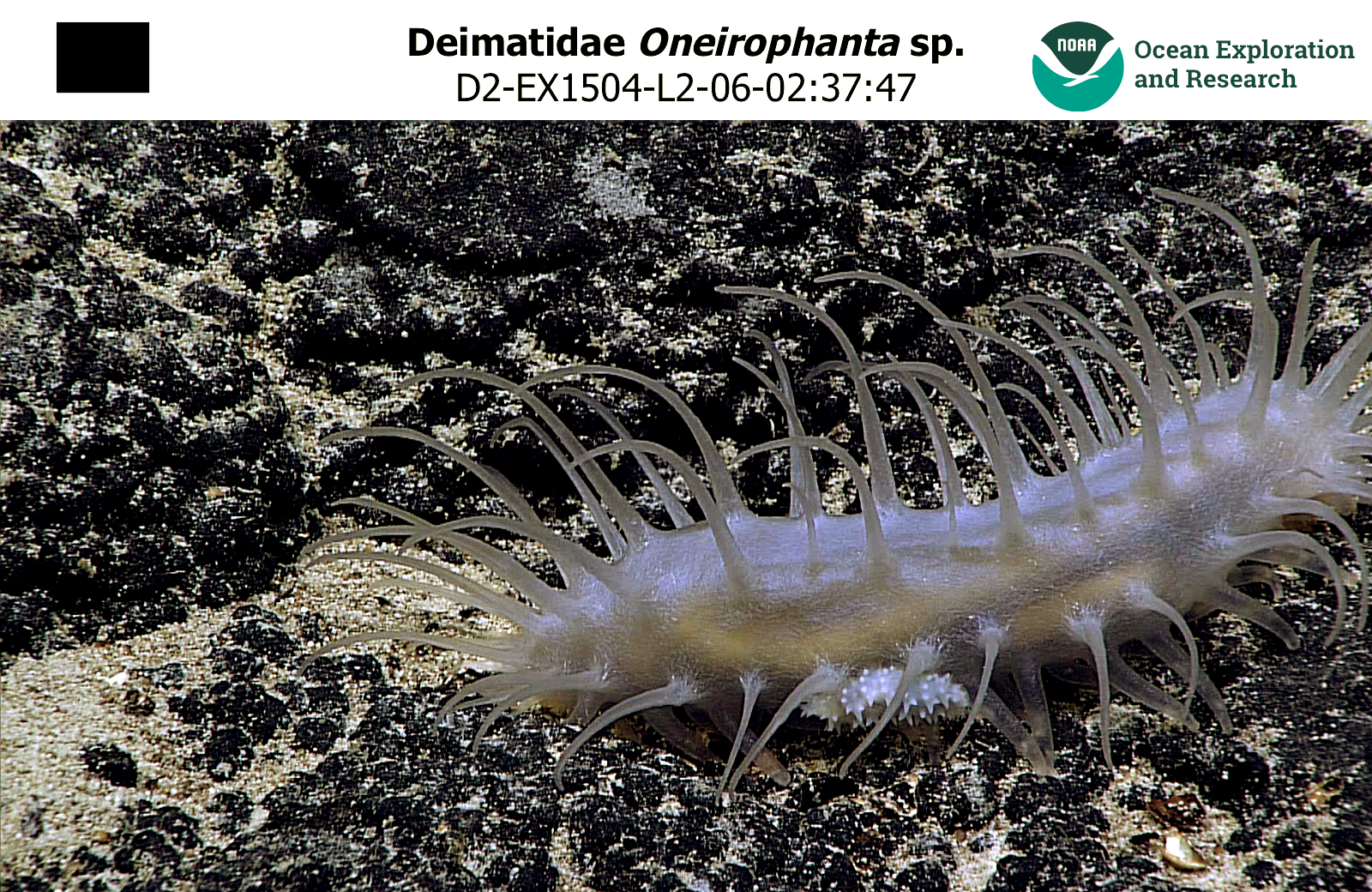
Oneirophanta sp. photographiée à plus de 1 000 m de profondeur au large de Hawaii.
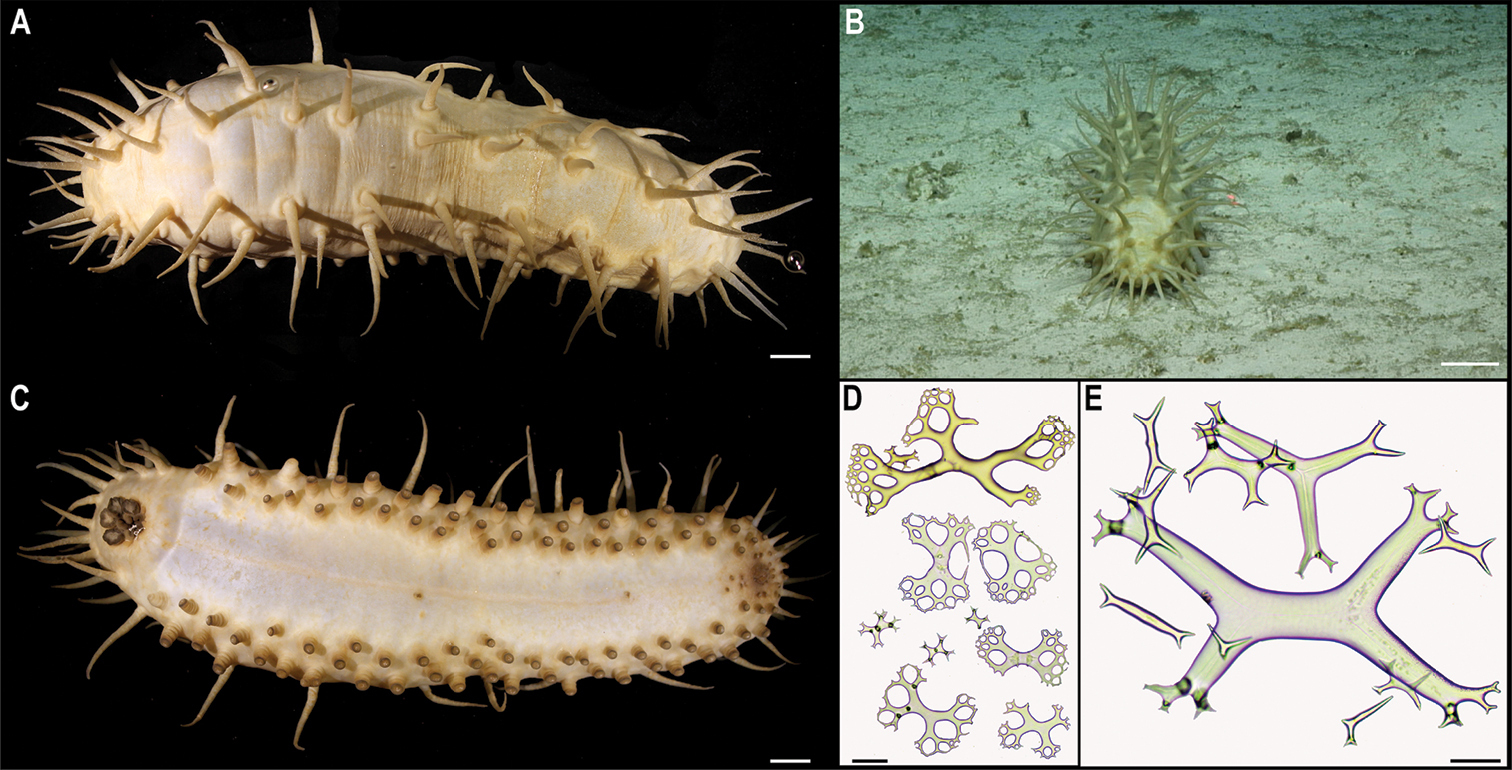
Oneirophanta sp.
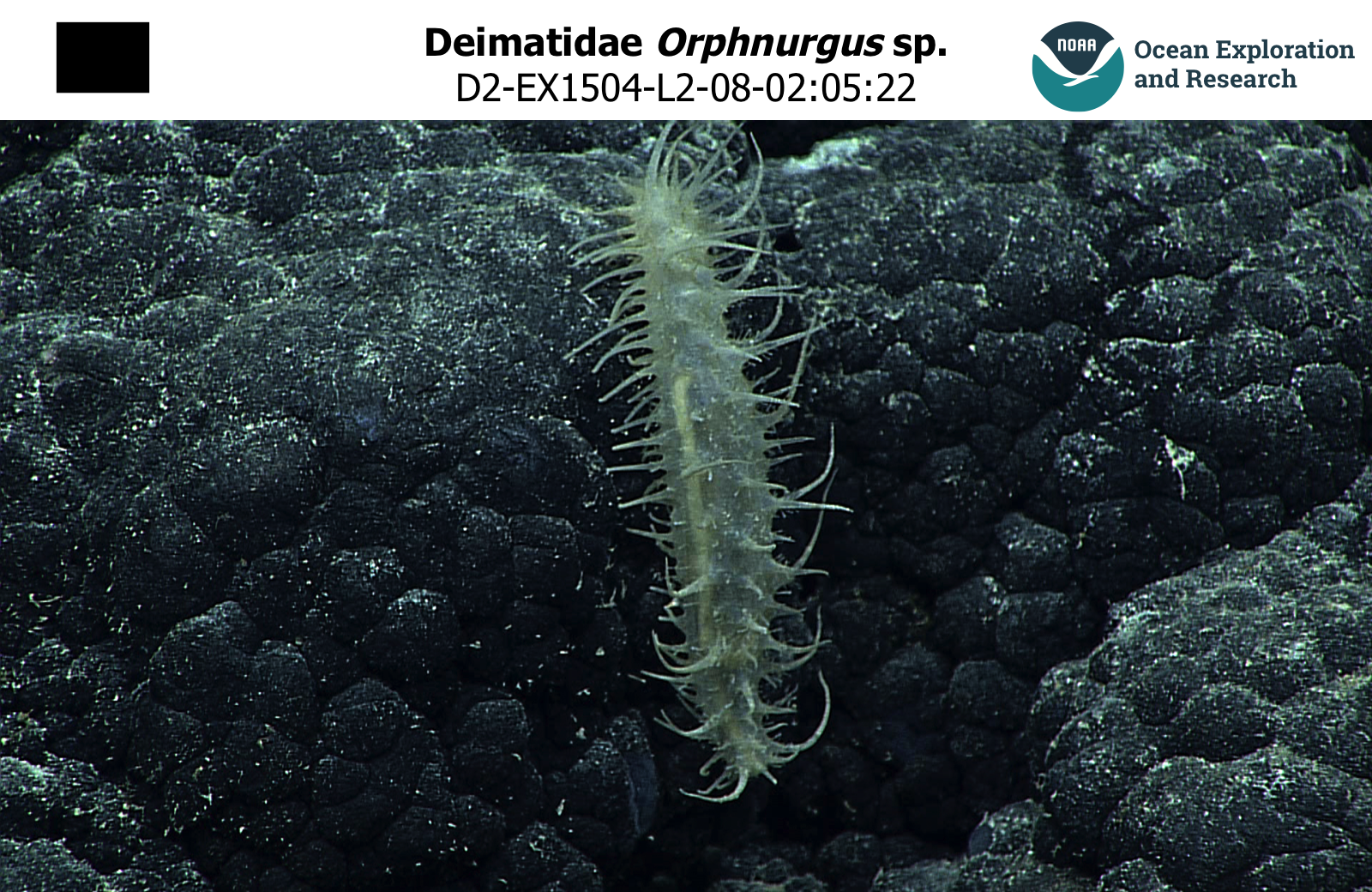
Orphnurgus sp. (idem)